# سيرهي شيفتشوك
سيرهي شيفتشوك (بالأوكرانية: Шевчук Сергій Анатолійович)‏ هو لاعب كرة قدم أوكراني في مركز الهجوم، ولد في 21 سبتمبر 1990 في Teofipol ‏ في أوكرانيا. شارك مع منتخب أوكرانيا تحت 16 سنة لكرة القدم ومنتخب أوكرانيا تحت 17 سنة لكرة القدم ومنتخب أوكرانيا تحت 19 سنة لكرة القدم. أما مع النوادي، فقد لعب مع دينامو كييف ونادي بانغا غاروتشدي ونادي تراكاي ونادي فولين لوتسك ونادي فيتيبسك ونادي ليبايا.

## وصلات خارجية
- سيرهي شيفتشوك على موقع اتحاد أوكرانيا (الإنجليزية)
- سيرهي شيفتشوك على موقع قاعدة بيانات كرة القدم.إي يو (الإنجليزية)
- سيرهي شيفتشوك على موقع Soccerway.com (الإنجليزية)